# Idea favorinus
Idea favorinus är en fjärilsart som beskrevs av Hans Fruhstorfer 1910. Idea favorinus ingår i släktet Idea och familjen praktfjärilar. Inga underarter finns listade i Catalogue of Life.